# Сеџвик (Колорадо)
Сеџвик (енгл. Sedgwick) град је у америчкој савезној држави Колорадо.

## Демографија
По попису из 2010. године број становника је 146, што је 45 (-23,6%) становника мање него 2000. године.
| Група             | 2000.       | 2010.       |
| Белци             | 179 (93,7%) | 128 (87,7%) |
| Афроамериканци    | 2 (1,0%)    | 2 (1,4%)    |
| Азијати           | 4 (2,1%)    | 2 (1,4%)    |
| Хиспаноамериканци | 5 (2,6%)    | 13 (8,9%)   |
| Укупно            | 191         | 146         |